# Свидетель обвинения (пьеса)
«Свидетель обвинения» (англ. Witness for the Prosecution — пьеса английской писательницы Агаты Кристи на основе раннего рассказа 1933 года (из сборника Гончая смерти). Впервые была сыграна в Лондоне в октябре 1953 года в Winter Garden Theatre. Продюсером пьесы был Питер Сандерс.
На 18 сентября 2018 фильм Билли Уайлдера, поставленный по мотивам одноимённой пьесы, занимал шестьдесят пятую позицию в списке 250 лучших фильмов по версии IMDb

## Сюжет
Август Вилфрид Робартс — замечательный адвокат. В связи с тяжелой болезнью, врачи запрещают ему заниматься уголовными делами. Однако его привлекает достаточно скользкое и практически безнадёжное дело Леонарда Воула. Воул является единственным подозреваемым в убийстве пожилой и довольно обеспеченной дамы Эмили Френч.
В силу того, что Леонард был довольно хорошим другом той же дамы, и поскольку она была одинока, все её наследство, согласно недавно исправленному ею завещанию, переходило Леонарду Воулу.
Это завещание ещё больше усложняло положение стороны защиты, так как оно могло бы послужить мотивом для убийства. Единственным свидетелем на стороне защиты Воула могла бы выступить его жена — Кристина Воул, из чего следует, что перспектива на оправдательный вердикт выглядела крайне туманно. Август Вилфрид, несмотря на наставления врачей, берётся за это педантичное дело.

## Критика
В критике отмечалась изобретательность Кристи, её мастерство при создании детективной интриги: «каждый ключ здесь что-нибудь открывает, но то, что открыто, ещё не конец, а преддверие. Как шкатулка в шкатулке».